# Shields & Yarnell

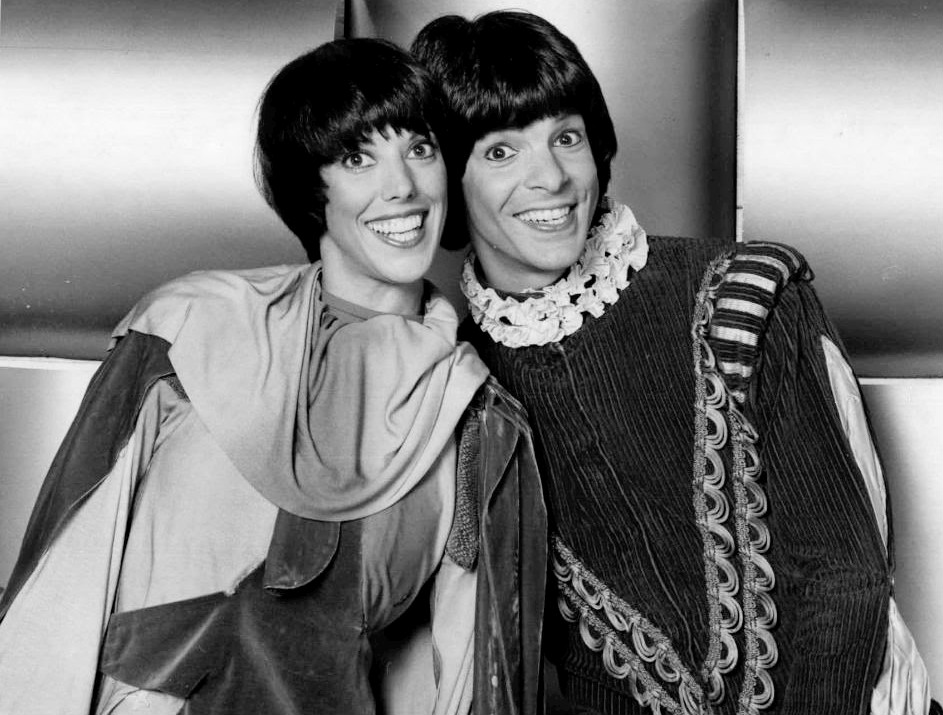
1977

Shields & Yarnell was een Amerikaans duo van pantomimespelers, bestaande uit Robert Shields (Los Angeles, 26 maart 1951) en Lorene Yarnell (Los Angeles, 21 maart 1944 – Sandefjord (Noorwegen), 29 juli 2010).
Mimespeler Shields en tapdanseres en actrice Yarnell ontmoetten elkaar in 1972 en trouwden nog datzelfde jaar. Sindsdien vormden ze eveneens op het podium een koppel van mimespelers. In de jaren 70 hadden ze op CBS hun eigen televisieshow, The Shields and Yarnell Show, en ze traden op in honderden andere Amerikaanse programma's, zoals The Red Skelton Show, The Muppet Show en The Tonight Show.
Shields en Yarnell scheidden in 1986. Shields opende een sieraden- en kunstzaak in Sedona (Arizona) en Yarnell hertrouwde en emigreerde naar Noorwegen, alwaar ze in 2010 stierf op 66-jarige leeftijd. In de jaren na de scheiding traden Shields en Yarnell bij gelegenheid nog als duo op.